# Guaire Amalasan

Guaire Amalasan's persoonlijke vlag

Guaire Amalasan was de tweede Valse Draak die zich in de fantasy boekenserie het Rad des Tijds (geschreven door Robert Jordan) tot de Herrezen Draak verklaarde. Dit gebeurde in de tijd na de Trollok-oorlogen. Guaire Amalasan maakte geen voorspellingen waar, maar veroorzaakte wel de Oorlog van de Tweede Draak.
Guaire Amalasan werd geboren in de natie Darmovan in het moderne Arad Doman. Hij verklaarde zich in 943 JV tot Herrezen Draak en had binnen twee jaar alle macht in Darmovan. Zijn banier was het oude symbool van de Aes Sedai, en zijn leger noemde hij "de Kinderen van de Draak".
Een jaar later veroverde hij Balasun en Elan Dapor. Tienduizenden mensen volgde hem, en hij zette zijn veroveringstocht voort. Tegen 940 JV zond Artur Haviksvleugel een leger tegen hem uit, maar in 943 JV had Guaire Amalasan de naties Dhowlan, Esandara, Farashelle, Fergansea, Kharendor, Moreina, Nerevan en Shiota veroverd. Het leger dat hij bij zich had toen hij Khodomar aanviel telde 26.000 man cavalerie en ruim 44.000 man infanterie, terwijl de rest van zijn leger in zijn veroverde landen bivakkerde.
Toen hij later het land Khodomar aanviel werd hij door Artur Haviksvleugel verslagen en naar Tar Valon gestuurd. Volgelingen vielen de Witte Toren zelf aan om hem te redden, maar de aanval faalde en Amalasan werd gestild en opgehangen. Zijn leger viel al snel uit elkaar.